# Ortolano (pittore)
Giovanni Battista Benvenuti, detto l'Ortolano (Ferrara, 1480 circa – 1525), è stato un pittore italiano.

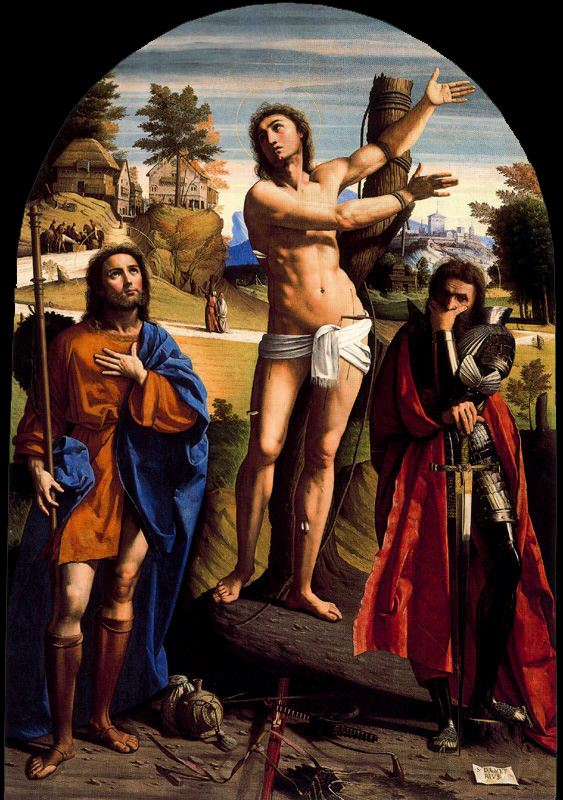
Pala dei tre santi, Londra

Con Dosso Dossi, il Garofalo e Ludovico Mazzolino compone la spina dorsale della scuola ferrarese del XVI secolo. Col Garofalo fu a lungo confuso.

## Biografia
Deve il soprannome al mestiere del padre, curatore di orti (cioè di giardini), e non fruttivendolo come si potrebbe intendere secondo l'uso corrente. Scarse sono le notizie biografiche certe: il suo nome si trova in atti notarili del 1520 e del 1524, nessuno dei quali sia legato alla sua attività pittorica. In un elenco dei dipinti della cappella della duchessa di Ferrara del 1586 è altresì citata una sua opera, "una madonna de l'Ortelano".
Dovette formarsi tra Ferrara e Bologna, sulle opere di Raffaello, del Bagnacavallo senior di Boccaccio Boccaccino e di Dosso. Il suo capolavoro è la Pala dei tre Santi nella National Gallery di Londra, dove spicca la sua tipica ruvidezza ed energia. Altre opere notevoli il Presepio del Louvre e quello della Galleria Doria (Roma), la Circoncisione e santi di Casa Patrizi (Roma), la lunetta della Pietà di Ferrara (Pinacoteca), il Cristo morto e Nicodemo della collezione Kress (New York); in tutte queste opere grande rilievo iconografico e spaziale hanno le mani delle figure rappresentate.